# Luca Pacioli
Fra Luca Bartolomeo de Pacioli, o anche Paciolo (Borgo Sansepolcro, 1445 circa – Borgo Sansepolcro, 19 giugno 1517), è stato un religioso, matematico ed economista italiano, autore della Summa de Arithmetica, Geometria, Proportioni et Proportionalita e della Divina Proportione.
Egli è riconosciuto come il fondatore della ragioneria.

## Biografia
Studiò e avviò la sua formazione a Sansepolcro, città natale, completandola poi a Venezia. Entrò nell'Ordine francescano nel 1470, probabilmente nel convento di Sansepolcro. Fu insegnante di matematica a Perugia, Firenze, Venezia, Milano, Pisa, Bologna e Roma e viaggiò molto. Nel 1497 accettò l'invito di Ludovico il Moro a lavorare a Milano, dove collaborò con Leonardo da Vinci.
Nel 1499 abbandonò Milano insieme a Leonardo da Vinci. Andò prima a Mantova poi a Venezia. Per Isabella d'Este scrisse il trattato De ludo scachorum, prezioso manoscritto sul gioco degli scacchi, introvabile per 500 anni e riconosciuto dal bibliofilo Duilio Contin tra i libri della Fondazione Coronini Cronberg di Gorizia, ospitati dalla Biblioteca statale Isontina, nel dicembre del 2006.
La sua memoria è molto radicata, sia in Italia sia all'estero. A Sansepolcro sono stati celebrati il quinto centenario della pubblicazione della Summa de arithmetica, geometria, proportioni et proportionalita nel 1994 e il quinto centenario della morte il 19 giugno 2017. Tra i vari monumenti eretti in suo onore si ricordano quelli di Sansepolcro (Piazza San Francesco) e Perugia (atrio della Facoltà di Economia e Commercio).

## Le opere

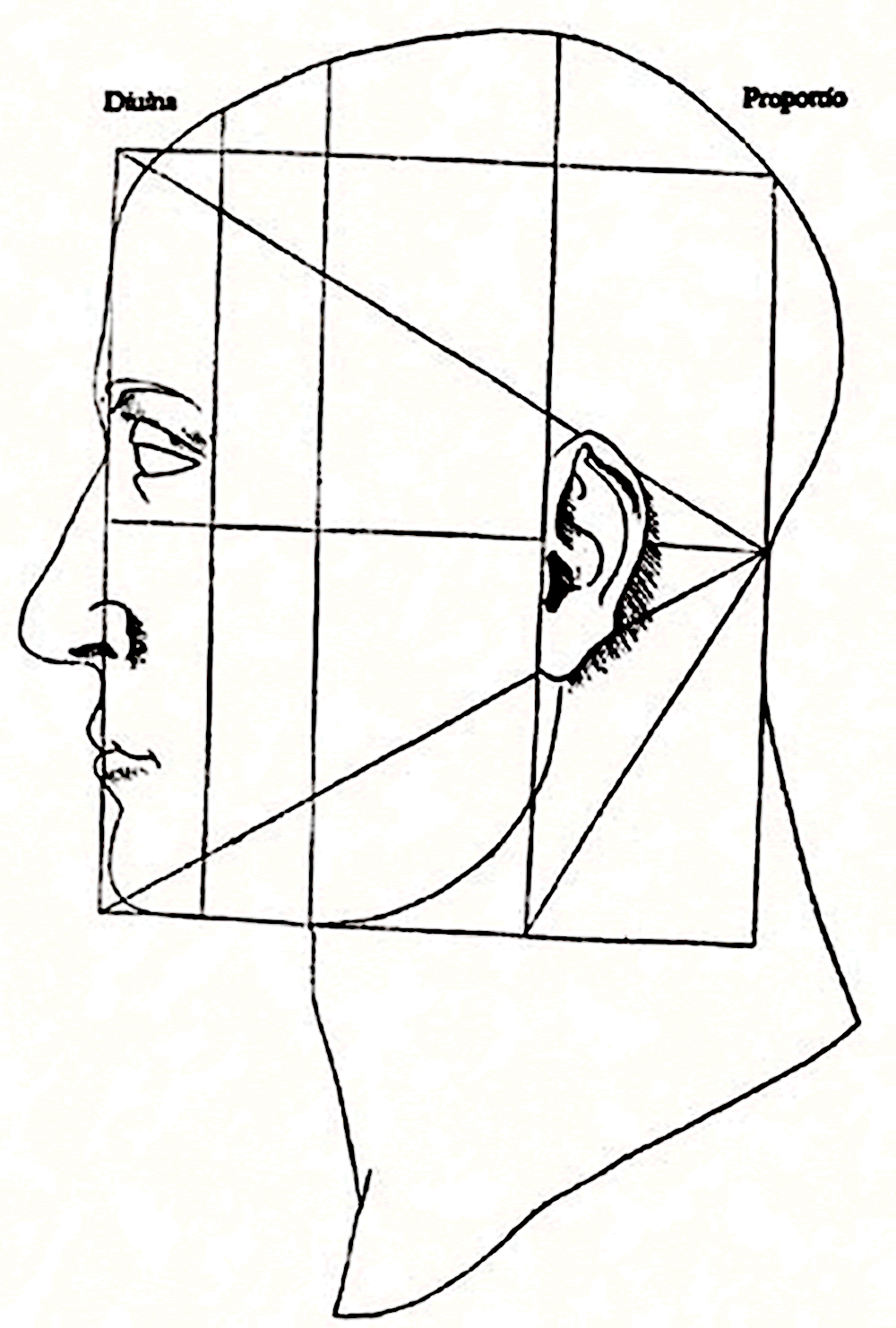
Leonardo da Vinci (1509) Illustrazione per il De Divina Proportione

Nel 1494 pubblicò a Venezia una vera e propria enciclopedia matematica, dal titolo Summa de arithmetica, geometria, proportioni et proportionalita (stampata e pubblicata con Paganino Paganini), scritta in volgare, come egli stesso dichiara (in realtà utilizza un miscuglio di termini latini, italiani e greci), contenente un trattato generale di aritmetica e di algebra, elementi di aritmetica utilizzata dai mercanti (con riferimento alle monete, pesi e misure utilizzate nei diversi stati italiani). Uno dei capitoli della Summa è intitolato Tractatus de computis et scripturis; in esso viene presentato in modo più strutturato il concetto di partita doppia, già noto e divulgato nell'ambiente mercantile, (e quindi: "Dare" e "Avere", bilancio, inventario) che poi si diffuse per tutta Europa col nome di "metodo veneziano", perché usato dai mercanti di Venezia.
Tra il 1496 e il 1508 si occupò della stesura del De viribus quantitatis. Il trattato inizia con l'indice e una lettera dedicatoria, illuminante per la conoscenza di altre opere dell'autore. Il testo principale che segue è diviso in tre parti. La prima parte ("Delle forze naturali cioè de Aritmetica") è certamente quella più importante per la storia della matematica, perché costituisce una delle prime grandi collezioni di giochi matematici e problemi dilettevoli. Nella seconda parte ("Della virtù et forza lineare et geometria") Pacioli descrive una decina di giochi topologici che fino a poco tempo fa si credevano invenzioni più recenti (1550–1750). L'opera si conclude con la terza parte, intitolata "De documenti morali utilissimi".
Nel 1509 pubblicò una traduzione latina degli Elementi di Euclide e un testo che aveva già concepito alla corte di Ludovico il Moro, il De Divina Proportione (1497), anch'esso stampato e pubblicato da Paganini, con le celebri incisioni dovute a Leonardo da Vinci raffiguranti suggestive figure poliedriche.
Sono le questioni attinenti al rapporto aureo che danno il titolo al libro, che si estende poi a questioni cosmologiche e matematiche connesse ai solidi platonici e ad altre tipologie di poliedri; e ancora a temi di architettura (presi a prestito da Vitruvio e da Leon Battista Alberti), a questioni relative alla prospettiva (campo in cui attinge molto dall'opera del suo concittadino Piero della Francesca e cita fra i grandi maestri Melozzo da Forlì e Marco Palmezzano) e altro ancora.

## Profilo culturale
È stato messo in evidenza come Luca Pacioli oscilli tra due concezioni antitetiche della matematica: una di natura pratica e l'altra di natura speculativa, in rapporto alla quale egli non esita ad aderire alle suggestioni mistico-magiche del platonismo umanistico.
In realtà l'opera di Luca Pacioli va vista nel contesto culturale del Rinascimento italiano. Pacioli non è - come vistosamente non lo è il suo contemporaneo Girolamo Cardano e come non lo sarà, più tardi, neppure Keplero - un matematico in senso stretto; egli stesso dichiara che per scienza matematica si deve intendere la somma di aritmetica, geometria, astrologia, musica, prospettiva, architettura e cosmografia.
È questa summa di saperi e di rimandi concettuali tra essi che lo incuriosisce e lo affascina. I rapporti con la nascente classe mercantile a Venezia, a Firenze, a Milano, a Roma, a Perugia e nelle molte altre città italiane dove ebbe modo di insegnare, ma anche la frequentazione di famosi artisti del tempo che lo mettono al corrente della pratica della pittura e dell'architettura, lo sollecitano ad esplorare - con la stessa curiosità e senza avvertire alcuna frattura concettuale - i rapporti tra matematica applicata e matematica teorica.

## Rapporti con gli artisti rinascimentali

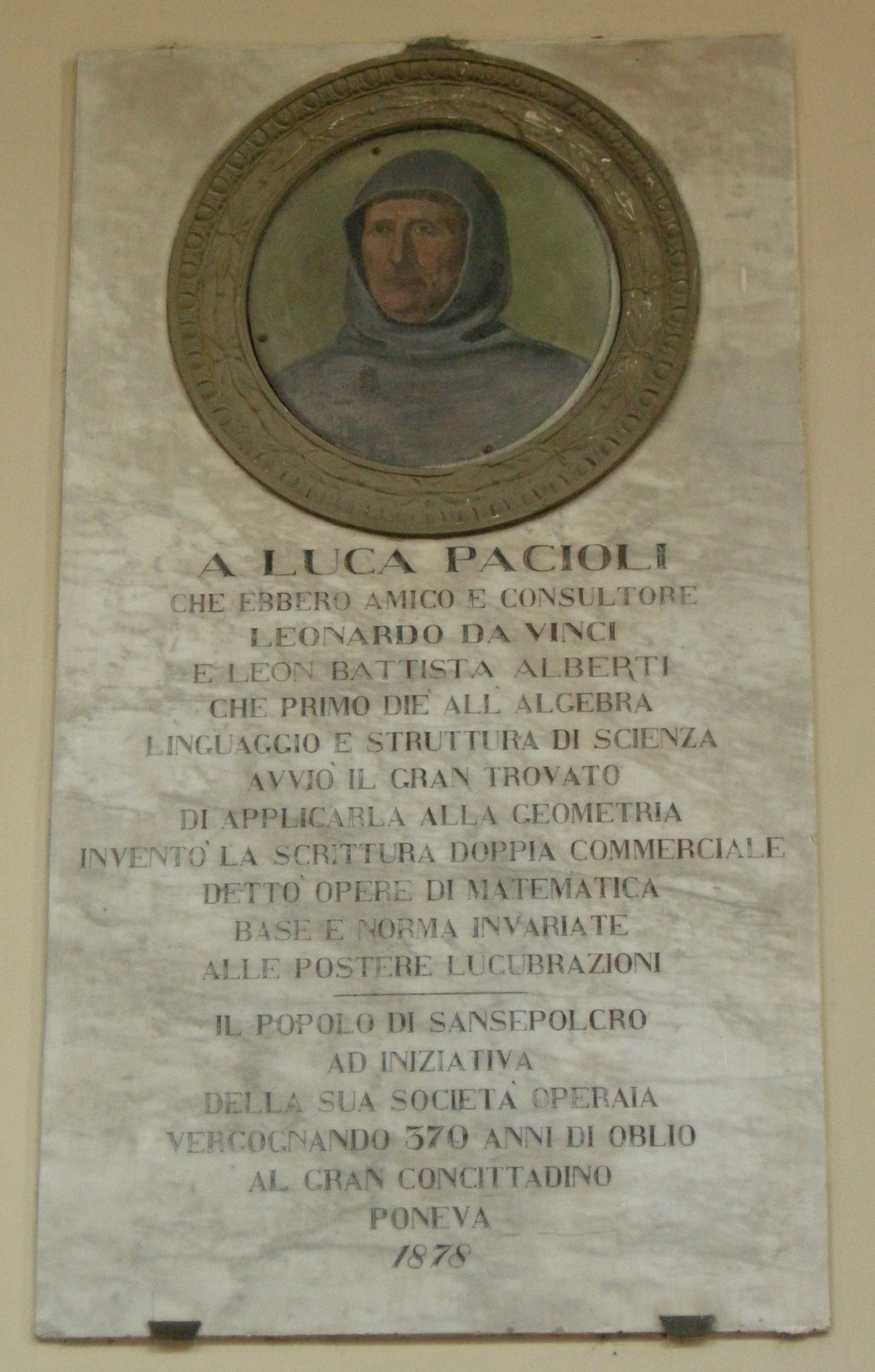
Lapide commemorativa (1878) nel Palazzo delle Laudi a Sansepolcro

Luca Pacioli venne in contatto con numerosi artisti del tempo: oltre ai già ricordati Leonardo, Leon Battista Alberti, Piero della Francesca, Melozzo da Forlì e Marco Palmezzano, vanno citati il Bramante, Francesco di Giorgio Martini, Giovanni Antonio Amadeo e forse Albrecht Dürer.
Il De Divina Proportione ebbe influenza su più di un artista dell'epoca. Esiste un ritratto di Luca Pacioli attribuito a Jacopo de' Barbari e conservato al museo nazionale di Capodimonte, in cui il matematico di Sansepolcro è raffigurato mentre indica su una lavagna alcune proprietà geometriche; alla sua destra pende dal soffitto un poliedro archimedeo, mentre alla sua sinistra sta un personaggio da alcuni identificato con Dürer (più probabilmente si tratta di Guidobaldo da Montefeltro).
L'attribuzione è controversa e basata sulla interpretazione del cartiglio inserito nel dipinto recante la scritta "Iaco Bar Vigennis".
L'artista non poteva essere un ventenne e il de' Barbari era ultracinquantenne. All'epoca della esecuzione del dipinto il matematico Pacioli era in sodalizio con Leonardo da Vinci per la stesura del De Divina Proportione.
Le illustrazioni del De Divina Proportione, eseguite da Leonardo, vengono riprese con sorprendente maestria da fra Giovanni da Verona (1457-1525) nella realizzazione delle tarsie della chiesa di Santa Maria in Organo a Verona.

## Nella cultura di massa
L'attore Giovanni Scifoni interpreta il frate matematico Luca Pacioli nella serie tv internazionale Leonardo dedicata al famoso Leonardo da Vinci.
Nel 1994, cinquecentesimo anniversario della pubblicazione della Summa de arithmetica, geometria, proportioni et proportionalita, gli è stata dedicata una moneta da 500 lire con la sua effigie e la dicitura «1494 - LUCA PACIOLI - 1994».

## Bibliografia

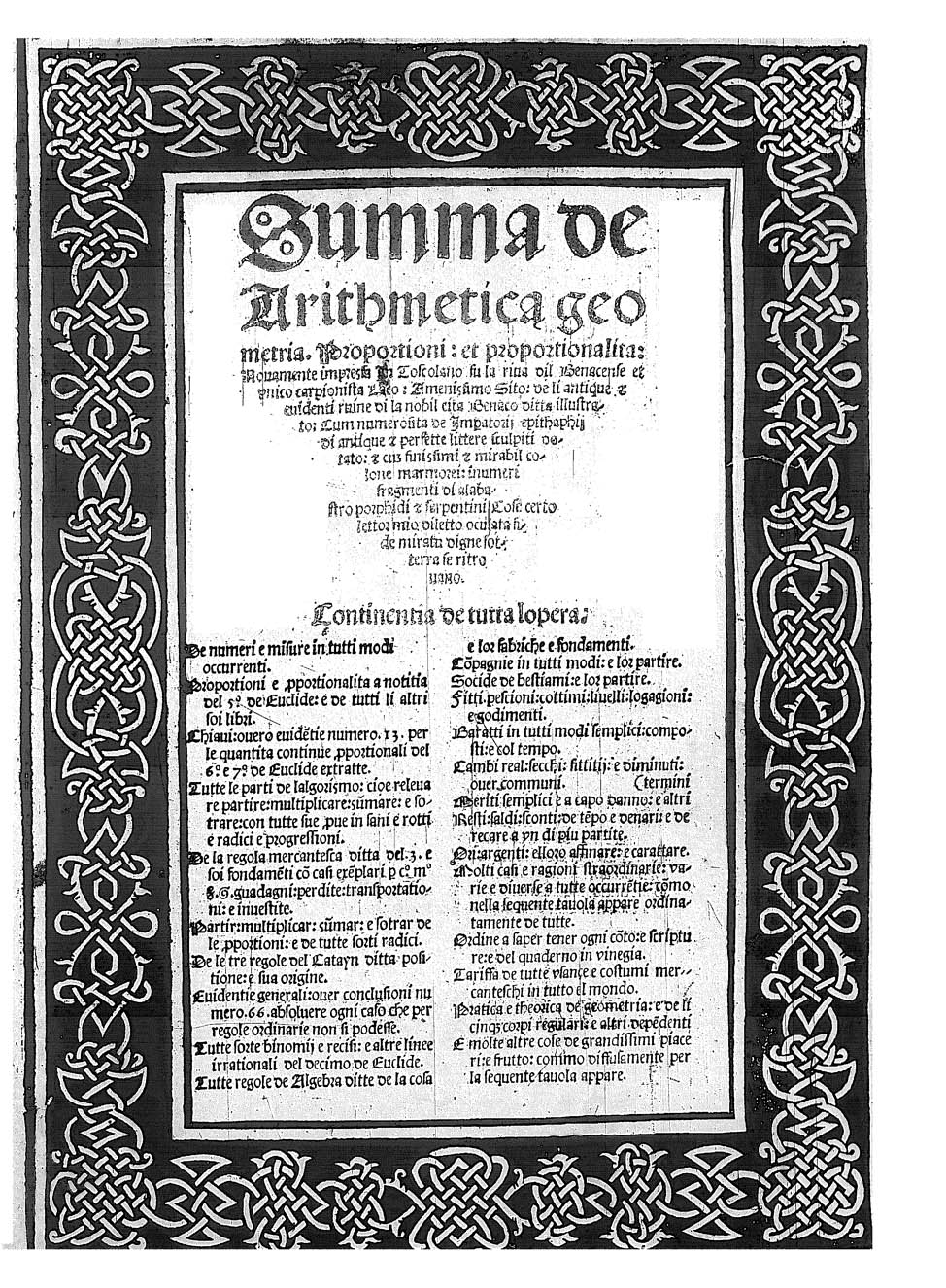
Summa de arithmetica geometria, 1523